# Haley Jones
Haley Jones (ur. 23 maja 2001 we Santa Cruz) – amerykańska koszykarka, występująca na pozycjach rzucającej lub niskiej skrzydłowej, reprezentantka kraju, obecnie zawodniczka Atlanty Dream, w WNBA.
W 2019 wystąpiła w meczach gwiazd amerykańskich szkół średnich – McDonald’s All-American i Jordan Brand Classic All-American. Została także wybrana koszykarką roku szkół średnich w Stanach (Naismith Prep Player of the Year, Morgan Wootten Player of the Year, WBCA High School Player of the Year).

## Osiągnięcia
Stan na 16 marca 2024, na podstawie, o ile nie zaznaczono inaczej.

### NCAA
- Mistrzyni:
  - NCAA (2021)
  - turnieju konferencji Pac-12 (2021, 2022)
  - sezonu regularnego Pac-12 (2021–2023)
- Uczestniczka rozgrywek:
  - NCAA Final Four (2021, 2022)
  - II rundy turnieju NCAA (2021–2023)
- Most Outstanding Player (MOP=MVP):
  - NCAA Final Four (2021)
  - turnieju:
    - Pac-12 (2022)
    - regionalnego Spokane NCAA (2022)
- MVP turnieju Rainbow Wahine Showdown (2023)
- Koszykarka roku konferencji Pac-12 (2022)
- Zaliczona do:
  - I składu:
    - All-American (2022 przez Associated Press)
    - Pac-12 (2021–2023)
    - turnieju:
      - NCAA (2021, 2022)
      - Greater Victoria Invitational (2020)
      - Pac-12 (2022)

  - II składu All-American  (2022 przez USBWA)
  - III składu All-American  (2023 przez AP, USBWA)
  - składu honorable mention All-America (2021 przez Associated Press, USBWA)
- Liderka Pac-12 w:
  - liczbie:
    - zbiórek:
      - 2021 – 238
      - w obronie (2021 – 184, 2022 – 207)

    - celnych rzutów za 2 punkty (2021 – 177)
    - oddanych rzutów za 2 punkty (2021 – 318, 2022 – 333, 2023 – 403)
    - strat (2022 – 97, 2023 – 99)

### Reprezentacja

#### Seniorska
- Mistrzyni Ameryki (2021)

#### Młodzieżowe
5x5
- Mistrzyni świata U–17 (2018)
- Zaliczona do I składu mistrzostw świata U–17 (2018)

3x3
- Wicemistrzyni USA 3x3 U–18 (2019)